# Джугашвили, Екатерина Георгиевна
Екатери́на (Кеке) Гео́ргиевна Джугашвили, в девичестве Гела́дзе (груз. ეკატერინე (კეკე) გიორგის ასული გელაძე; ок. 1858, Гори, Тифлисская губерния, Российская империя — 4 июня 1937, Тбилиси, Грузинская ССР, СССР) — мать Иосифа Сталина.

## Биография
Дата рождения достоверно неизвестна. В советских источниках она варьировалась от 1856 до 1860 года. По мнению американского историка Стивена Коткина, 1856 год был указан в некрологе, чтобы преувеличить возраст матери Сталина к моменту её замужества. Родилась в семье крепостного крестьянина, в то время садовника в селении Гамбареули (предместье Гори), принадлежавшем семье Гамбаровых. Её отец Глаха Геладзе умер молодым. После этого мать Мелания (урождённая Хомезурашвили) с тремя детьми переехала в Гори к своему брату Петру, где вскоре тоже умерла. Оставшись сиротой, Кеке воспитывалась в семье Петра Хомезурашвили, где получила домашнее образование, научилась читать и писать по-грузински, что было необычно для грузинских крестьянских семей этого периода.
Кеке вышла замуж за Виссариона Джугашвили, по различным источникам, в 1872 или в 1874 году. Коткин считает более вероятным 1874 год, поскольку он соответствует рождению первого ребёнка «через девять с небольшим месяцев после свадьбы, 14 февраля 1875».
Её первые два ребёнка умерли вскоре после рождения — Михаил в 1875 и Георгий в следующем году. Её третий сын (и последний ребёнок), Иосиф, родился 6 (18) декабря 1878 года и был крещён 17 (30) декабря 1878 года в Свято-Успенском соборе города Гори.
В 1890 году она ушла от Виссариона, так как он начал сильно пить. Екатерина Георгиевна была известна как женщина строгая, но горячо любившая сына; она старалась дать своему ребёнку образование и надеялась на такое развитие его карьеры, которое ассоциировалась у неё с положением священника. Ради него она выучилась кройке и шитью, освоила новую по тем временам профессию модистки. Стала достаточно зарабатывать, чтобы обеспечить возможность Иосифу учиться.
В 1920 году, когда Сталин уже занимал видное место в коммунистической партии и государственных структурах, его мать переселилась во дворец на Кавказе, который ранее использовался царским наместником. Там она занимала одну крохотную комнату, откуда она часто писала письма на грузинском языке (она никогда не владела русским) сыну и невестке.
Сталин после революции посещал мать очень редко. Берия взял под свою ответственность уход за ней. Сталин очень редко писал Кеке письма. Они обычно были нежные и оптимистичные, но очень короткие. Сталин тратил много времени на написание даже таких записок, ибо писать на грузинском языке для него было сложно (а это была единственная речь, которую понимала мать). Врач Н. А. Кипшидзе, который лечил Кеке, в старости вспоминал, что когда Сталин посетил свою мать в октябре 1935 года, то спросил её: «Почему ты меня так сильно била?». На что она ответила: «Потому ты и вышел такой хороший». На вопрос Кеке: «Иосиф, кто же ты теперь будешь?», Сталин ответил: «Царя помнишь? Ну, я вроде царь». После этого мать сказала, что лучше бы её сын стал священником.
Кеке умерла от воспаления лёгких 4 июня 1937 года. О новости было сообщено в Грузии, но Сталин приказал, чтобы эта весть не распространялась в других частях СССР. Сам сын не приехал на похороны, которые состоялись 8 июня. Зато он прислал венок, где подписался по-грузински «Иосиф Джугашвили». Похороны прошли по религиозным канонам, Берия был одним из тех, кто нёс гроб.
Впоследствии дочь Сталина Светлана Аллилуева заметила, что Сталин никогда не боялся никого, кроме матери.
Похоронена в Тбилиси, в пантеоне Мтацминда.

### В культуре
- Персонаж романа Василия Аксёнова «Московская сага». В экранизации мать Сталина сыграла Нана Мчедлидзе.
- Упоминается в романе Анатолия Рыбакова «Дети Арбата».